# Y Mabinogi
Y Mabinogi (anglickým názvem Otherworld) je velšský animovaný film režiséra Dereka W. Hayese z roku 2003. Hlavní role ve filmu hrají tři kamarádi, které hrají Daniel Evans, Jenny Livsey a Matthew Rhys. Ti se vydají na plavbu lodí a objeví bránu do Mabinogi a dostanou se tak do středověku.
Hudbu k filmu složil John Cale a o orchestraci jeho skladeb se postaral Randall Woolf.

## Obsazení
| Daniel Evans       | Manawydan        |
| Jenny Livsey       | Rhiannon         |
| Matthew Rhys       | Lleu Llaw Gyffes |
| Sue Jones-Davies   | Sian             |
| Ioan Gruffudd      | Bendigeidfran    |
| Peter Gruffydd     | Math             |
| Robert Gwyndaf     | Llwyd            |
| Mali Harries       | Cigfa            |
| Aneirin Hughes     | Gronw            |
| Clare Isaac        | Branwen          |
| Gwyn Vaughan Jones | Gwawl            |
| Anton Lesser       | Teyrnon          |
| Richard Lynch      | Ben              |
| Philip Madoc       | Gwydion          |
| Paul McGann        | King Matholwch   |